# روی بورگس
روی بورگس (انگلیسی: Rui Borges؛ زادهٔ ۷ ژوئیهٔ ۱۹۸۱) بازیکن فوتبال بازنشسته و مربی اهل پرتغال است که در حال حاضر باشگاه فوتبال اسپورتینگ لیسبون را هدایت می‌کند.

## دوران بازی
روی بورگس، فارغ‌التحصیل جوانان باشگاه زادگاهش باشگاه فوتبال میراندلا، اولین بازی حرفه‌ای خود را در براگانسا در فصل ۲۰۰۱-۲۰۰۰ سگوندا دیویسائو بی انجام داد. او سپس در همان دسته برای پردس و براگا بی بازی کرد و در سال ۲۰۰۴ به میراندلا بازگشت، در حالی که این باشگاه در تریسیرا دیویسائو بود.
در ژوئن ۲۰۰۷، پس از یک دوره دیگر در براگانسا، بورگس با باشگاه تروفنس در سگوندا لیگا قرارداد امضا کرد. او در ۴ اوت اولین بازی حرفه‌ای خود را در پیروزی ۲–۱ خانگی برابر فیرنس در لیگ‌کاپ ۲۰۰۸-۲۰۰۷ آن فصل آغاز کرد، اما به‌ندرت در ترکیب قرار گرفت و سپس در ژانویه ۲۰۰۸ به باشگاه موریرنسه به‌صورت قرضی منتقل شد.
پس از دوره قرضی، بورگس با موریرنسه قرارداد دائمی امضا کرد، اما در سال ۲۰۰۹ به میراندلا بازگشت. او در فصل ۲۰۱۰–۱۱ با به ثمر رساندن ۱۲ گل، بهترین عملکرد خود را ثبت کرد و به ارتقاء باشگاه به سطح سوم کمک کرد.
در ۶ ژوئن ۲۰۱۲، بورگس با فامالیکائو قرارداد امضا کرد. پس از استفاده مکرر از او، در ژوئن ۲۰۱۳ به فرئامونده منتقل شد، اما در سپتامبر به براگانسا بازگشت.
در ژوئیه ۲۰۱۵، بورگس به عنوان بازیکن جدید باشگاه میراندلا معرفی شد. او در طول دو سال حضورش در این باشگاه، بازیکن ثابت بود و در ژوئن ۲۰۱۷، در سن ۳۵ سالگی از دنیای فوتبال کناره‌گیری کرد.

## دوران مربیگری

### دوران اولیه
بلافاصله پس از بازنشستگی، روی بورگس به مربیگری در آخرین باشگاهش، میراندلا، پرداخت. در ۵ فوریه ۲۰۱۹، او به باشگاه دسته دومی آکادمیکو دی وی‌زو رفت.
بورگس در ۱۱ ژوئیه ۲۰۲۰ با توافق دو طرفه از وی‌زو جدا شد و روز بعد به عنوان سرمربی آکادمیکا دی کویمبرا منصوب شد. در ۲۲ سپتامبر ۲۰۲۱، پس از هفت بازی بدون پیروزی در فصل جدید، او برکنار شد. اما چند ساعت بعد به عنوان سرمربی ناسیونال منصوب شد.
بورگس در ۱۸ مه ۲۰۲۲ از ناسیونال جدا شد
 و نه روز بعد جایگزین فیلیپه گوویا در ویلافرانکنسه شد. او در ۷ فوریه ۲۰۲۳ پس از اختلافات با هیئت مدیره از این باشگاه استعفا داد و سه روز بعد به عنوان مربی مافرا منصوب شد.
بورگس در ۱ ژوئن ۲۰۲۳ از مافرا جدا شد و در ۴ ژوئیه به عنوان سرمربی باشگاه لیگ برتری موریرنز معرفی شد. در اولین بازی خود در لیگ برتر در ۱۴ اوت، تیم در خانه با نتیجه ۲–۱ به پورتو باخت.
در ۵ دسامبر ۲۰۲۳، با قرار گرفتن موریرنس در جایگاه ششم لیگ برتر و کسب تساوی ۰–۰ با بنفیکا، بورگس قرارداد سه‌ساله‌ای را تمدید کرد. او فصل ۲۰۲۴-۲۰۲۳ در این جایگاه به پایان رساند که بهترین عملکرد باشگاه در سطح اول بود.
پس از اینکه به سمت سرمربی ویتوریا دی گیماریش منسوب شد، بورگس در ۲۸ مه ۲۰۲۴ با این باشگاه قرارداد دو ساله‌ای امضا کرد. او تیم را به وضعیت بدون باخت در لیگ کنفرانس اروپا هدایت کرد و در تمامی شش بازی مرحله مقدماتی و دور پلی‌آف لیگ کنفرانس اروپا ۲۰۲۵–۲۰۲۴ پیروز شد و در مرحله گروهی لیگ کنفرانس اروپا چهار پیروزی و دو تساوی کسب کرد.
در ۲۶ دسامبر ۲۰۲۴، بورگس به عنوان سرمربی جدید باشگاه فوتبال اسپورتینگ معرفی شد؛ و گفته می‌شود که باشگاه مبلغ ۴.۱ میلیون یورو برای انتقال او پرداخت کرده است. او جانشین روبن آموریم شد که به قصد هدایت باشگاه فوتبال منچستر یونایتد از اسپورتینگ جدا شد.